# Daleville (Virginia)
Daleville is een plaats (census-designated place) in de Amerikaanse staat Virginia, en valt bestuurlijk gezien onder Botetourt County.

## Demografie
Bij de volkstelling in 2000 werd het aantal inwoners vastgesteld op 1454.

## Geografie
Volgens het United States Census Bureau beslaat de plaats een oppervlakte van
6,5 km², waarvan 6,4 km² land en 0,1 km² water. Daleville ligt op ongeveer 426 m boven zeeniveau.

## Plaatsen in de nabije omgeving
De onderstaande figuur toont nabijgelegen plaatsen in een straal van 12 km rond Daleville.